# Pseudabutilon benense
Pseudabutilon benense är en malvaväxtart som först beskrevs av Nathaniel Lord Britton, och fick sitt nu gällande namn av P.A. Fryxell. Pseudabutilon benense ingår i släktet Pseudabutilon och familjen malvaväxter. Inga underarter finns listade i Catalogue of Life.